# Raná (ort i Tjeckien, Pardubice)
Raná är en ort i Tjeckien. Den ligger i regionen Pardubice, i den centrala delen av landet, 120 km öster om huvudstaden Prag. Raná ligger 504 meter över havet och antalet invånare är 360.
Terrängen runt Raná är platt åt nordväst, men åt sydost är den kuperad. Terrängen runt Raná sluttar norrut. Runt Raná är det ganska tätbefolkat, med 60 invånare per kvadratkilometer. Närmaste större samhälle är Hlinsko, 5,6 km sydväst om Raná. Omgivningarna runt Raná är en mosaik av jordbruksmark och naturlig växtlighet.